# Pyong Lee

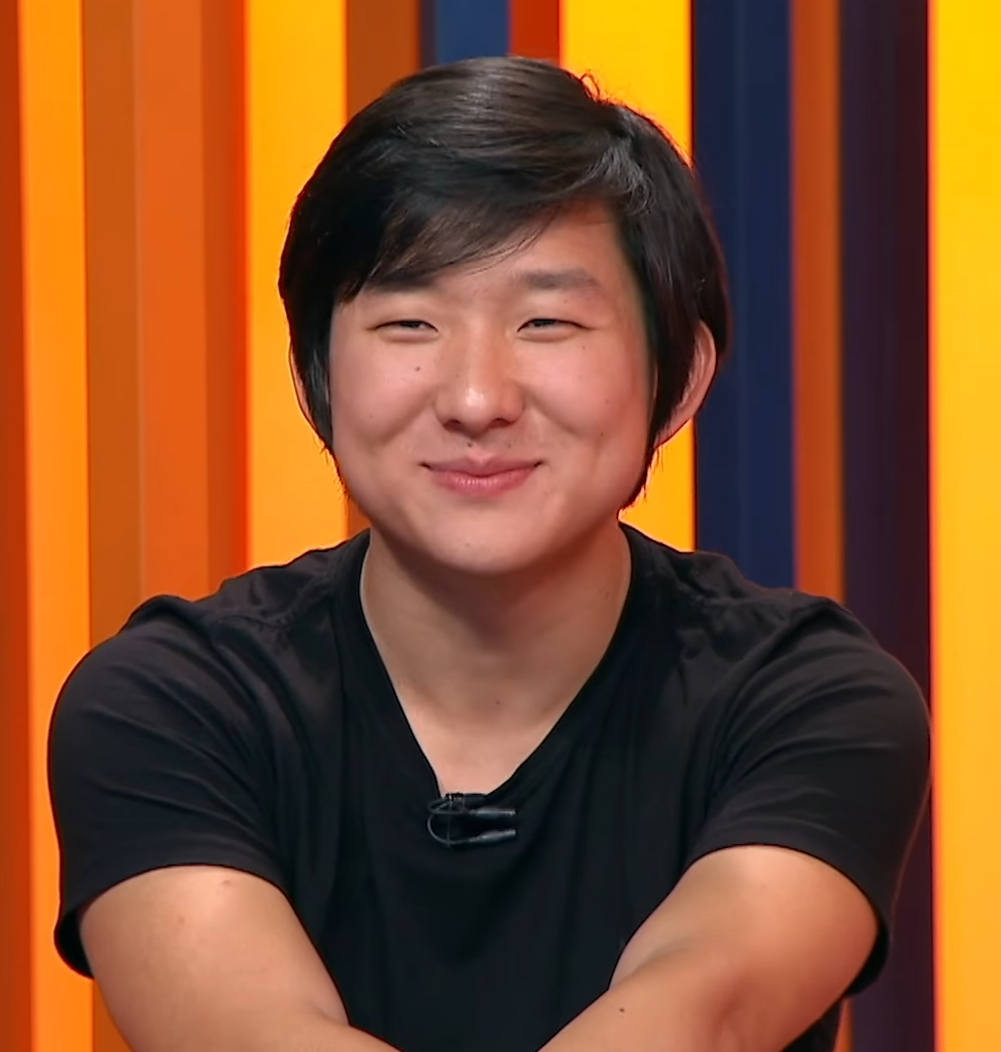
Pyong Lee (2020)

Jaime Young-Lae Cho (Hangul: 하이메 조영래; rr: Haime Jo Yeong-lae) (* 23. September 1992 in São Paulo), besser bekannt als Pyong Lee, ist ein koreanisch-brasilianischer Illusionist und Hypnologe.

## Leben
Pyong Lee wurde 1992 in São Paulo geboren. Sein Vater war ein südkoreanischer Einwanderer, der seine Mutter in Brasilien kennenlernte. Wie er in einem Video auf seinem Youtube-Kanal beschreibt, sah Pyong Lee seine Mutter im Alter von neun Jahren zum letzten Mal, als diese nach einem Streit mit seinem Vater das Haus verließ und nicht wiederkehrte. 
Pyong Lee und seine beiden jüngeren Brüder Felipe und Thiago lebten unter prekären Bedingungen und wurden von ihren Großeltern und später von ihrem Onkel aufgezogen.
Als Teenager zeigte er ein Talent für Tanz und für Magie, was ihm Präsentationen in verschiedenen Fernsehprogrammen einbrachte. Nach seinem Jurastudium an der Universidade Estadual Paulista spezialisierte er sich auf Hypnose. 
Pyong Lee hat einen Kanal für Hypnose, der mehr als sieben Millionen Abonnenten aufweist. 2018 wurde er von der Zeitschrift Forbes Brasil in die Liste von 90 herausragenden Persönlichkeiten unter 30 Jahren aufgenommen. Er ist mit mehreren berühmten Gästen auf seinem Kanal zu sehen und betreibt ein klinisches Hypnosezentrum namens Quasar Institute.
Pyong Lee ist mit dem Influencer Sammy Lee verheiratet. Zusammen haben sie einen Sohn namens Jake, der im Februar 2020 geboren wurde.
Im Jahr 2020 nahm Pyong Lee an der 20. Staffel der brasilianischen Ausgabe von Big Brother teil.